# نيكوتينيل الكحول
نيكوتينيل الكحول مادة مشتقه من الناياسين وتحمل خواصها مثل تخفيض الكوليسترول وموسع للأوعية الدموية مما يجعله نافعا لعلاج بعض أمراض القلب والأوعية الدموية .
نيكوتينيل الكحول يتأكسد في الكبد إلى ناياسين .

## الجرعة
150 إلى 300 ملغ يوميا مرتين يوميا .

## الأسماء التجارية
- روناكول Ronicol
- رونياكول Roniacol

## فعاليته الدوائية
- يخفض مستوى الدهون الثلاثية .
- يخقض مستوى اللايبوبروتين VLDL .
- انخفاض بسيط لمستوى اللايبوبروتين LDL .